# Лунино (Псковська область)
Лунино (рос. Лунино) — присілок в Новоржевському районі Псковської області Російської Федерації.
Населення становить 30 осіб. Входить до складу муніципального утворення Виборська волость.

## Історія
Від 2015 року входить до складу муніципального утворення Виборська волость.

## Населення
| 2001 | 2002 | 2010 |
| ---- | ---- | ---- |
| 25   | ↗30  | →30  |